# Johanna K. Eichhorn

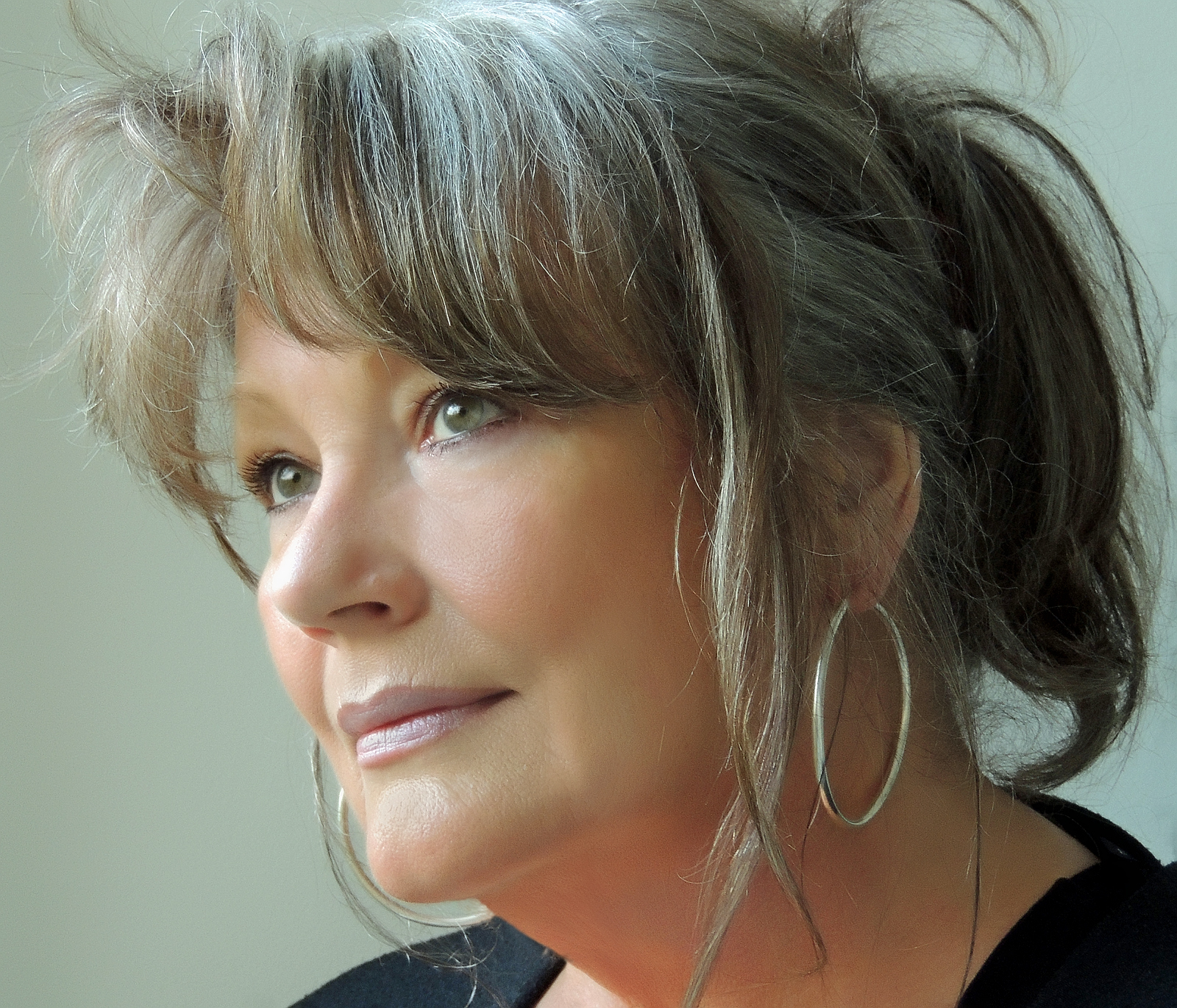
Johanna K. Eichhorn, 2013

Johanna K. Eichhorn, geb. Philipp (* 13. Februar 1945 in Frankenthal; † 20. März 2017) war eine deutsche  Kostümmalerin, Malerin und Zeichnerin.

## Leben und Wirken
Johanna K. Eichhorn, geb. Philipp, absolvierte nach ihrer Schulzeit in der Koblenzer Galerie Meister eine kaufmännische Ausbildung zur Kunsthändlerin. In dieser Zeit entstanden ihre ersten Zeichnungen und Gemälde. Gleichzeitig erhielt sie eine malerische Ausbildung bei Alfred Kiehl.
Von 1974 bis 1979 erstellte sie bildnerische Arbeiten weitgehend in textiler Technik. Mit diesen Bildern erhielt sie 1978 eine Einladung zur Teilnahme an der Gruppenausstellung „Grisia“ im kroatischen Rovinj und war seitdem Mitglied der dortigen Künstlerkolonie.
Von 1980 bis 1981 besuchte sie die Abendschule des Städelschen Kunstinstituts in Frankfurt am Main bei Peter Engel.
Ab 1983 bis 2005 war sie Kostümmalerin für Oper und Schauspiel in Frankfurt, gleichzeitig entstanden ihre ersten themenbezogenen Arbeiten. In dieser Zeit stellte sie ihre Werke bei verschiedenen Einzel- und Gruppen-Ausstellungen im In- und Ausland aus sowie bei mehreren Einzelausstellungen in der Frankfurter Galerie Schamretta.
In den Jahren 1995 bis 2006 entstanden die zum Teil großformatigen Werke zu den Bilderzyklen „Verbindungen“, „Begegnungen“, „Winterwege“, „Tänzer und König“, „Haus, Tisch, Bett Stuhl“, „mein Dorf“, „kleine Ungeheuer“ und „Paare“ und andere. Ab 2006 kamen die bildnerischen Themen „Meine Stadt“, „Spuren“ und „Landschaften“ dazu, auch diese als zum Teil großformatige Arbeiten.
Ab 2009 widmete sich Johanna K. Eichhorn auch der Fotografie, wobei sie autodidaktisch vorging und Bilder schuf, deren Inhalte, Farbgebung und Strukturen eine deutliche Verwandtschaft zu ihrer Malerei dokumentieren.

## Rezension
In ihrer überwiegend informellen oder abstrakten Malerei sind die thematischen Zyklen vorherrschend und ergänzen sich zu einer malerischen Einheit. Nicht nur in den figürlichen Arbeiten, denen auch unterschwellige Erotik anhaftet, erkennt man den Flair der Frankfurter Opern- und Theaterbühne: Bilder, die eine expressive und ungestüme Kraft ausstrahlen und die persönlichen Erfahrungen dokumentieren. Ihre Malerei, Gouachen oder Bilder in Mischtechnik lassen interessante Techniken erkennen wie das Fließenlassen von Farben, das Schraffieren, Kritzeln und Kratzen, welches Spuren im Farbauftrag hinterlässt. Die Oberflächen sind durch Kerben gekreuzt, Faltungen, Schriftzüge und Schilder enthalten rätselhafte Botschaften.
Die in fast allen Werken, vor allem in den Landschaften immer wieder auftauchenden Symbole, und Zeichen wie Kreuze und Leitern entsprechen der Mystik, die uns umgibt. Leitern sah Johanna K. Eichhorn nicht nur als grafisches Element, sondern nutzte sie auch als Brücken. Ihre Leitern sind Wegweiser, die in die Landschaft hineingewachsen sind. Der Betrachter benötigt Zeit, die Vielzahl der Symbole zu entschlüsseln. Wie bei allen Arbeiten sind unterschiedliche Interpretationen möglich.
Ihr in den letzten Jahren entstandener fotografischer Bilderzyklus „Sprache der Bäume“ zeigt die Beziehung zwischen Natur und Kunst. Mehrdeutige Landschaften mit figuralen Zeichen, die auch in ihrer Malerei vorkommen, lassen den Betrachter die Sprache verstehen, die hier gemeint ist. Diese Fotografien zeigen deutlich, dass die Kunst Vorbilder im Formenreichtum der Natur hat. In den Fotografien ist eine formale Ähnlichkeit zu ihrer Malerei erkennbar.
Außerhalb ihrer Malerei entstanden zwischen 1998 und 2016 zweiundzwanzig Bilder, die kraftvolle Engel darstellen, die dem Betrachter eine deutliche politische Botschaft vermitteln. Dieser Engelzyklus wurde 2015 in der Dreifaltigkeitskirche in Frankfurt als Gesamtwerk ausgestellt.

## Familie
Johanna K. Eichhorn heiratete 1968 in Frankfurt den Fotografen, Fotodesigner und Autor Gotthart A. Eichhorn. 1972 wurde die gemeinsame Tochter Anna Carina Eichhorn geboren, die seit 2012 Vorstandsvorsitzende (CEO) der humatrix AG ist, die sie 2001 gegründet hat. Seit 2006 lebte sie mit Gotthart Eichhorn im unterfränkischen Geiselbach-Omersbach zwischen Aschaffenburg und Frankfurt.

## Ausstellungen
- Grisia, Outdoor-Ausstellung der Künstlerkolonie in Rovinj, 1982.
- „Verbindungen“ Galerie Schamretta, Frankfurt, 16. Februar 1991 bis 29. März 1991.[8]
- Hessisches Institut für Lehrerfortbildung, Friedberg, September 1993.
- Galerie Schamretta, Frankfurt, März 1994.[9]
- „Begegnungen“ Arbeiten auf Papier, Galerie Schamretta, Frankfurt, 12. Mai bis 18. Juni 1996.[4]
- Bilderzyklen „Meine Stadt“ und „Mein Dorf“ Kleiner Kunstraum 21 in Omersbach.[10]
- Rumpenheimer Kunsttage, 19.–21. September 2014. Offenbach-Rumpenheim.[11][12]
- Zyklus „Engel“, Dreifaltigkeitskirche in Frankfurt, 2015.[13]
- Arbeiten zu den Themen „Landschaft“ und „Spuren“. Kleiner Kunstraum 21 in Omersbach.[14]
- Zyklus „Landschaften“ und „Spuren“. Frankfurter Künstlerclub e. V., Nebbiensches Gartenhaus, Frankfurt.[5][15]
- Arbeiten aus dem Zyklus „Paare“. Kleiner Kunstraum 21 in Omersbach.[16]